# Männiku (Märjamaa)
Männiku – wieś w Estonii, w prowincji Rapla, w gminie Märjamaa.